# Bromatología
La ciencia de los alimentos o bromatología es la ciencia de la naturaleza dedicada al estudio de los alimentos. A menudo se confunde con "tecnología alimentaria". El Instituto de Tecnólogos de Alimentos define a la ciencia de los alimentos como "la disciplina en la que se utilizan las ciencias de ingeniería, biológicas y físicas para estudiar la naturaleza de los alimentos, las causas del deterioro, los principios subyacentes en el procesamiento de alimentos y la mejora de los alimentos para el consumidor". El libro de texto Food Science define la ciencia de los alimentos en términos más simples como "la aplicación de las ciencias básicas y la ingeniería para estudiar la naturaleza física, química y bioquímica de los alimentos y los principios del procesamiento de alimentos".
En cocina, la bromatología se define como la ciencia que estudia la producción, manipulación, elaboración y distribución de los alimentos, así como también su relación con la sanidad. Su objetivo es generar profesionales de la gastronomía conscientes y responsables en cuanto a las normas de seguridad e higiene, que limitan la incidencia de las llamadas Enfermedades de Transmisión Alimentaria (ETA).
Las actividades de los tecnólogos en alimentos incluyen el desarrollo de nuevos productos alimenticios, el diseño de procesos para producir estos alimentos, la selección de materiales de empaque, los estudios de vida útil, la evaluación sensorial de productos mediante paneles de encuesta o posibles consumidores, así como las pruebas microbiológicas y químicas. Los científicos de alimentos pueden estudiar fenómenos más fundamentales que están directamente relacionados con la producción de productos alimenticios y sus propiedades.
La ciencia de la alimentación reúne múltiples disciplinas científicas. Incorpora conceptos de campos como la química, física, fisiología, microbiología, bioquímica entre otros. La tecnología alimentaria incorpora conceptos de la ingeniería química, por ejemplo.

## Etimología
El término bromatología proviene del griego βρῶμα, -ατος brôma, -atos, que significa alimento, con el sufijo -logía, que significa estudio o ciencia.

## Disciplinas
Algunas de las subdisciplinas de la ciencia de los alimentos se describen a continuación.

### Química de Alimentos
La química de los alimentos es el estudio de los procesos químicos y las interacciones de todos los componentes biológicos y no biológicos de los alimentos. Las sustancias biológicas incluyen artículos como carne, pollo, lechuga, cerveza y leche como ejemplos. Es similar a la bioquímica en sus componentes principales, como los carbohidratos, los lípidos y las proteínas, pero también incluye áreas como el agua, las vitaminas, los minerales, las enzimas, los aditivos alimentarios, los sabores y los colores. Esta disciplina también abarca cómo cambian los productos bajo ciertas técnicas de procesamiento de alimentos y formas de mejorar o evitar que sucedan.

#### Fisicoquímica de los alimentos
La físicoquímica de los alimentos es el estudio de las interacciones físicas y químicas en los alimentos en términos de los principios físicos y químicos aplicados a los sistemas alimentarios, así como la aplicación de técnicas e instrumentos fisicoquímicos para el estudio y análisis de los alimentos.

### Ingeniería de Alimentos

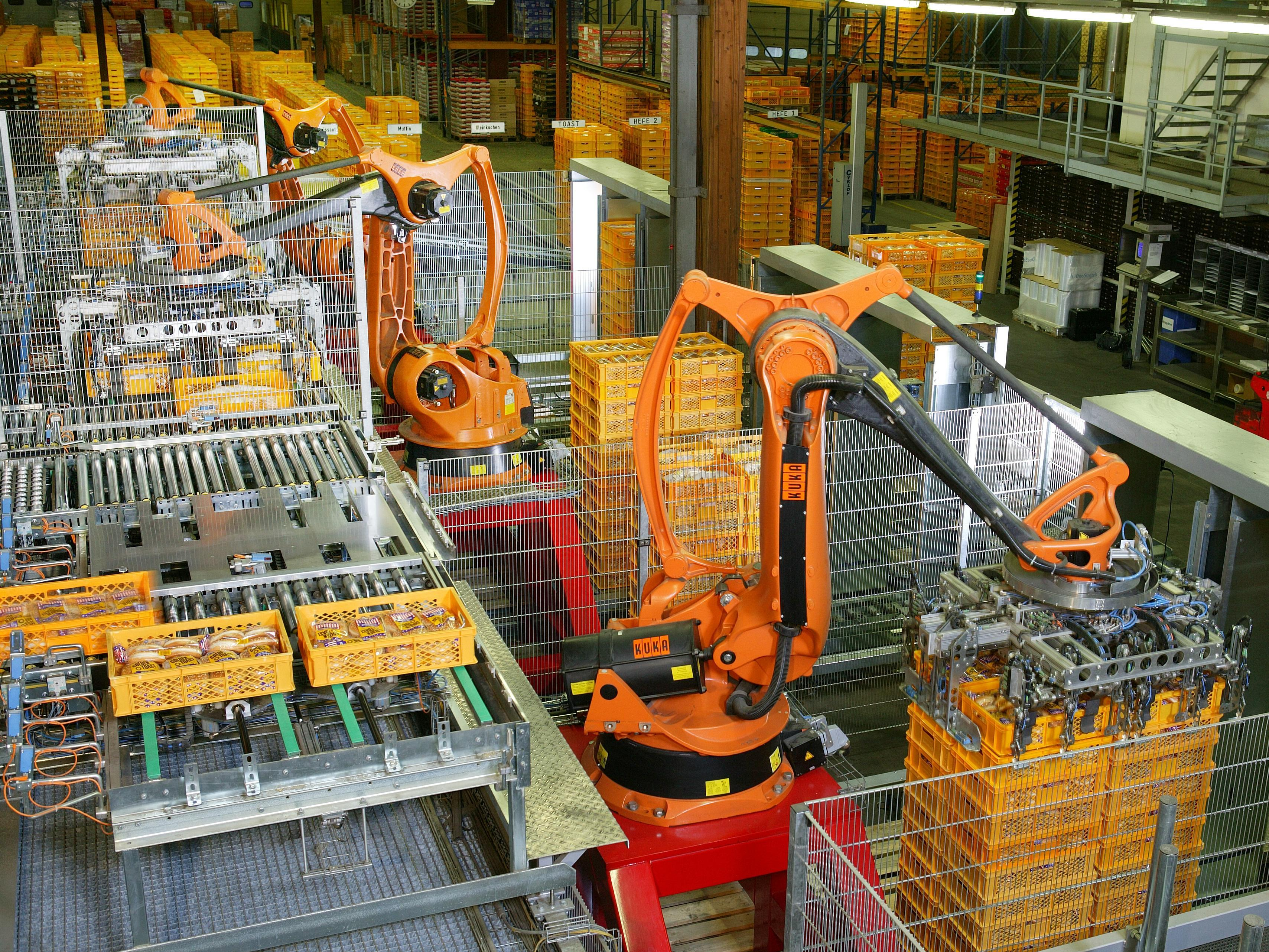
Una fábrica de pizza en Alemania, un ejemplo de ingeniería alimentaria.

La ingeniería alimentaria es el proceso industrial utilizado para la fabricación de alimentos.

### Microbiología alimentaria

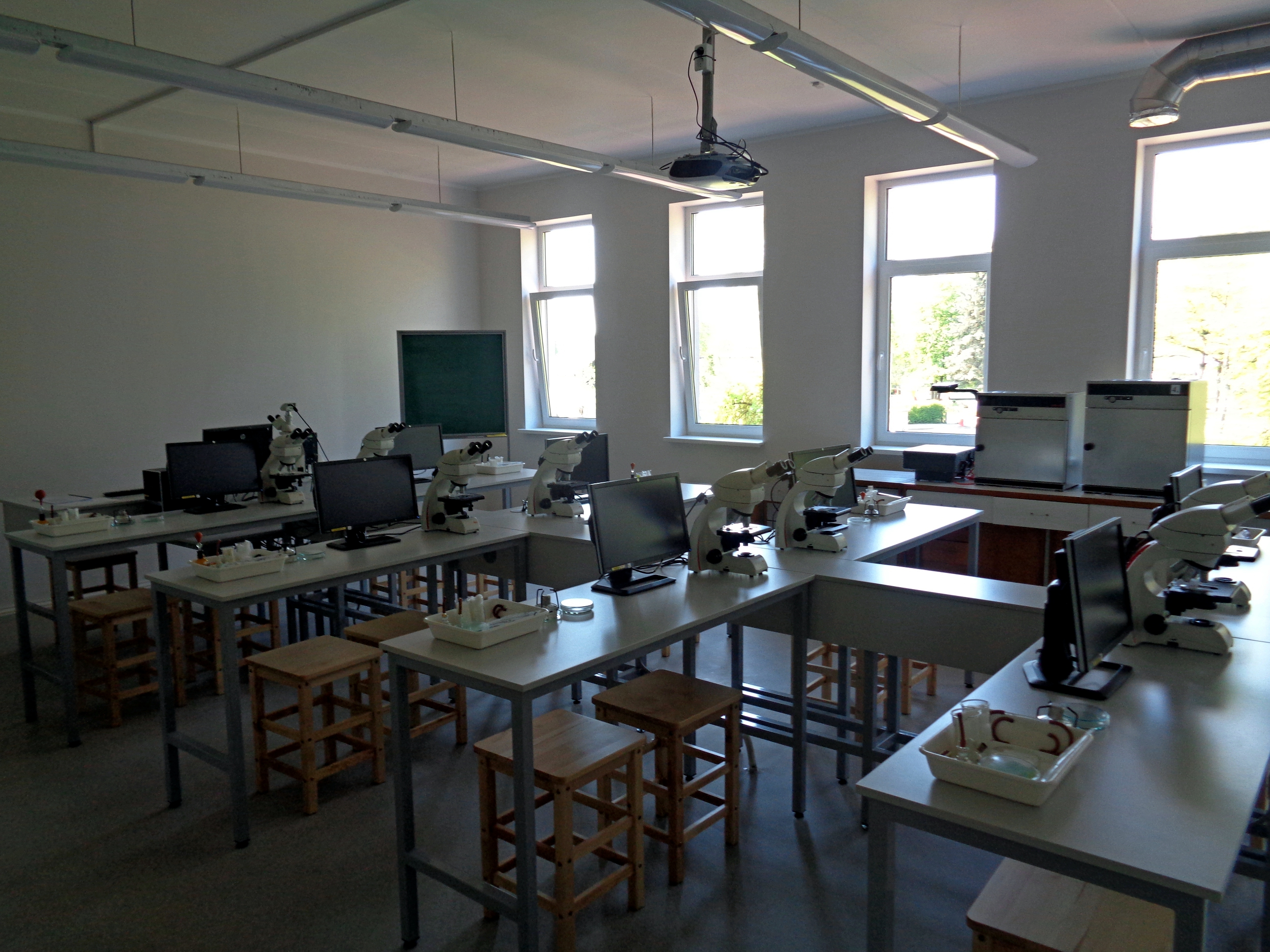
Laboratorio de microbiología de alimentos en la Facultad de Tecnología de Alimentos, Universidad de Ciencias y Tecnologías de la Vida de Letonia

La microbiología de los alimentos es el estudio de los microorganismos que habitan, crean o contaminan los alimentos, incluido el estudio de los microorganismos que causan el deterioro de los alimentos. Sin embargo, las bacterias "buenas", como los probióticos, son cada vez más importantes en la ciencia de los alimentos. Además, los microorganismos son esenciales para la producción de alimentos como el queso, el yogur, el pan, la cerveza, el vino y otros alimentos fermentados .

### Envasado de alimentos

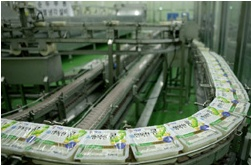
Envasado de alimentos en curso

### Conservación de los alimentos
La conservación de los alimentos implica las causas y la prevención del deterioro de la calidad.

### Sustitución de alimentos
La sustitución de alimentos se refiere al reemplazo de grasa, azúcar o calorías de un producto mientras se mantiene una forma, textura, color o sabor similares.

### Tecnología de los Alimentos
La tecnología alimentaria es el aspecto tecnológico. Las primeras investigaciones científicas sobre tecnología de alimentos se concentraron en la conservación de alimentos. El desarrollo de Nicolas Appert en 1810 del proceso de enlatado fue un evento decisivo. El proceso no se denominó enlatado en ese momento y Appert no conocía realmente el principio sobre el cual funcionó su proceso, pero el enlatado ha tenido un gran impacto en las técnicas de conservación de alimentos.

### Gastronomía molecular
La gastronomía molecular es la investigación científica de procesos en la cocina, fenómenos gastronómicos sociales y artísticos. La gastronomía molecular es una subdisciplina de la ciencia de los alimentos que busca investigar las transformaciones físicas y químicas de los ingredientes que ocurren en la cocina. Su programa incluye tres ejes, ya que se reconoció que la cocina tiene tres componentes, que son sociales, artísticos y técnicos.

### Desarrollo de nuevo producto
El desarrollo de nuevos productos incluye la invención de nuevos productos alimenticios.

### Control de calidad

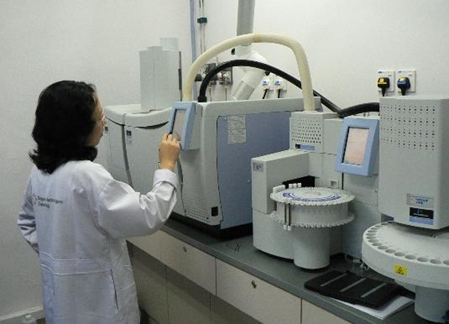
Un técnico realizando control de calidad.

El control de calidad involucra las causas, la prevención y la comunicación relacionadas con las enfermedades transmitidas por los alimentos.
El control de calidad también garantiza que el producto cumpla con las especificaciones para garantizar que el cliente reciba lo que espera del empaque con las propiedades físicas del producto en sí.

### Análisis sensorial
El análisis sensorial es el estudio de cómo los sentidos de los consumidores perciben los alimentos.

## Por país

### Australia
La Organización de Investigación Científica e Industrial del Commonwealth (CSIRO) es la agencia del gobierno federal para la investigación científica en Australia. CSIRO mantiene más de 50 sitios en Australia y estaciones de investigación de control biológico en Francia y México. Cuenta con cerca de 6500 empleados.

### Corea del Sur
La Sociedad Coreana de Ciencia y Tecnología de Alimentos, o KoSFoST, afirma ser la primera sociedad en Corea del Sur para la ciencia de alimentos.  

### Estados Unidos
En los Estados Unidos, la ciencia de los alimentos se suele estudiar en las universidades con concesión de tierras. Muchos de los científicos pioneros en alimentos del país eran mujeres que habían asistido a programas de química en universidades con concesión de tierras (que eran administradas por el estado y en gran parte bajo mandatos estatales para permitir el ingreso a personas ciegas), pero luego se graduaron y tuvieron dificultades para encontrar trabajo debido a la generalización El sexismo en la industria química a finales del siglo XIX y principios del XX. Al encontrar bloqueadas las trayectorias profesionales convencionales, encontraron un empleo alternativo como instructores en los departamentos de economía doméstica y lo utilizaron como base para lanzar la base de muchos programas modernos de ciencia de los alimentos.
La principal organización de los EE. UU. con respecto a la ciencia de los alimentos y la tecnología de los alimentos es el Instituto de Tecnólogos de Alimentos (IFT), con sede en Chicago, Illinois, que es la organización miembro de la Unión Internacional de Ciencia y Tecnología de los Alimentos (IUFoST) de EE. UU.

## Otras lecturas
- Wanucha, Genevieve (24 de febrero de 2009). "Two Happy Clams: The friendship that forged food science". MIT Technology Review.